# Bâtiment Aureliano Chaves
L'Edifício Aureliano Chaves est un bâtiment commercial edifié en 2014 et situé à Belo Horizonte, MG, Brésil, conçu par Gustavo Penna Arquiteto & Associados et Trínia Arquitetura. Le bâtiment appartient à Forluz (Fundação Forluminas de Seguridade Social), le fonds de pension des employés de CEMIG, et est actuellement le plus haut de la ville de Belo Horizonte,. Le bâtiment porte le nom d'Aureliano Chaves, ancien gouverneur de l'état de Minas Gerais et vice-président du Brésil.

## Historique
Le projet a été contracté par Forluz pour construire un nouveau siège social pour CEMIG, sur un terrain à côté du siège social actuel de l'entreprise. Un appel d'offres fermé a été organisé (uniquement pour les bureaux invités). Un partenariat entre les bureaux Trínia Arquitetura et Gustavo Penna a remporté le concours et a été engagé pour développer le projet. Le projet, sélectionné avec l'appel d'offres tenu en 2007 et démarré en 2008, a été achevé et exécuté sur 6 ans, ouverture en 2014.

## Projet

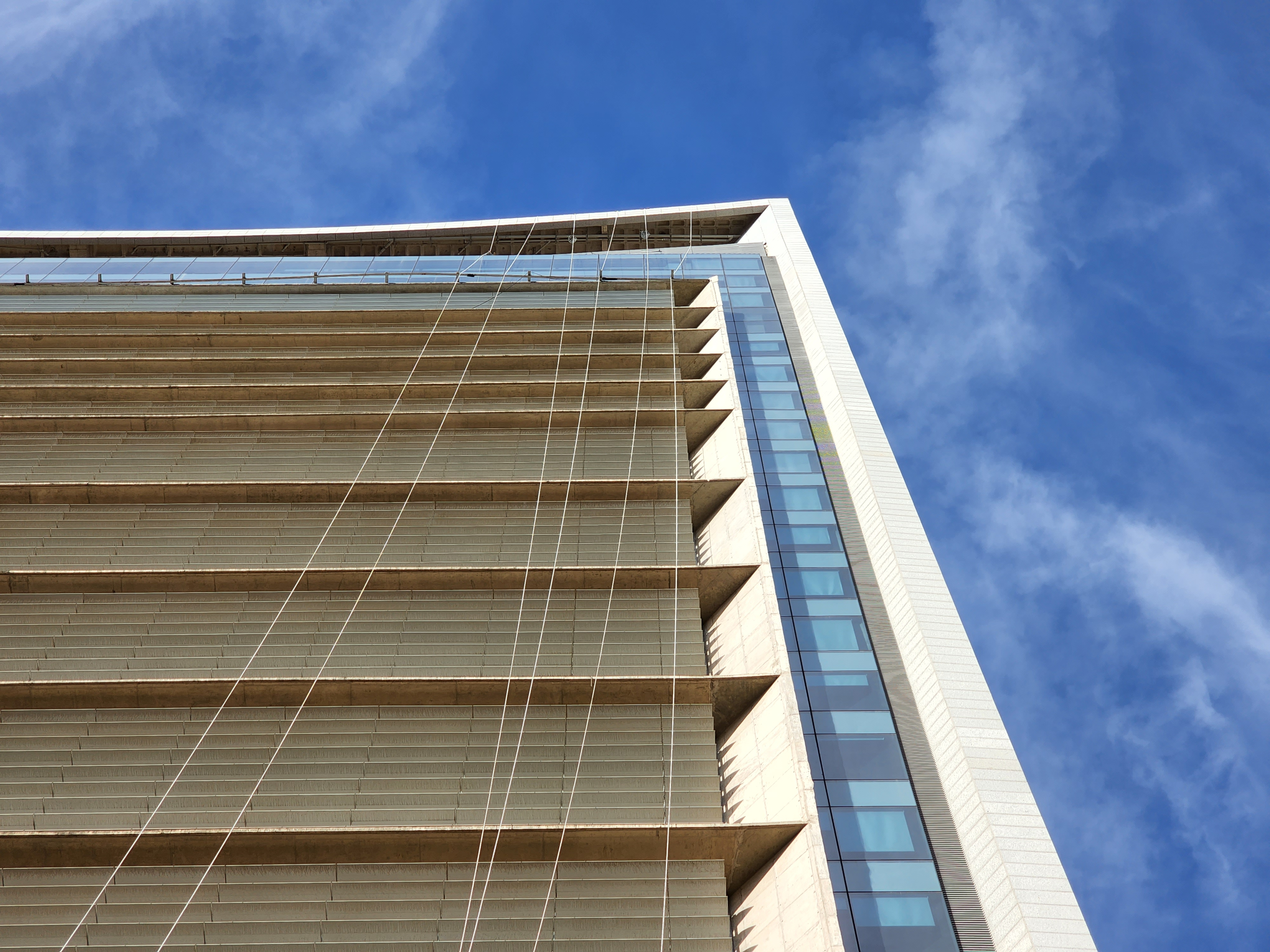
Façade nord du bâtiment, couverte de brises-soleil horizontaux pour permettre l'utilisation de la lumière, réduisant l'ensoleillement direct pendant l'hiver.

Le bâtiment est le premier à Minas Gerais à recevoir le niveau Or de la certification LEED (Leadership in Energy and Environmental Design),. Le projet a été consulté par Labcon, le Laboratoire de Confort Thermique de l'École d'Architecture de l'Université Fédérale de Minas Gerais, sous la coordination de l'architecte et professeure Roberta Vieira Gonçalves de Souza. Grâce aux investissements dans le développement durable, le coût de construction du bâtiment a augmenté d'environ 7%, économisant ainsi 19% de sa consommation d'énergie et 40% de sa consommation d'eau.
Occupant un bloc triangulaire, la tour principale est orientée est-ouest, avec des façades aveugles aux extrémités est et ouest, qui reçoivent la plupart de la lumière solaire directe. Les façades nord et sud, à ensoleillement plus doux, sont vitrées pour faire profiter de l'éclairage naturel, et la façade nord est couverte de brise-soleils horizontaux pour atténuer l'intensité solaire pendant l'hiver.
Dans le processus de certification LEED, l'étude initiale du projet avait été évaluée avec le concept C en enveloppe, D en éclairage naturel et B en climatisation, son concept final étant B; sur la base d'ajustements effectués tout au long du processus de consultation, avec divers ajustements dans les cadres, les enveloppes et les matériaux de finition, le bâtiment a reçu le concept triple A.

## Utilisation
CEMIG occupait initialement 21 des 24 étages du bâtiment. Avec les départs à la retraite et un plan de départ volontaire (PDV) mené par l'entreprise, son siège social, à côté du bâtiment Aureliano Chaves, dispose désormais d'un espace disponible, avec lequel Cemig a commencé à libérer des étages du nouveau bâtiment. Le fonds de pension propriétaire de l'immeuble a ensuite loué quatre étages de la propriété à Banco Inter en 2019 . En 2021, la banque a commencé à louer l'intégralité du bâtiment, avec un contrat initial de 5 ans.